# Coupe de Tunisie masculine de basket-ball 2021-2022
Navigation
Coupe de Tunisie 2020-2021 Coupe de Tunisie 2022-2023
La coupe de Tunisie 2021-2022 est la 66e édition de la coupe de Tunisie masculine de basket-ball, compétition à élimination directe mettant aux prises des clubs de basket-ball amateurs et professionnels affiliés à la Fédération tunisienne de basket-ball.

## Huitièmes de finale
Les résultats des huitièmes de finale sont les suivants :
| Date         | Équipe à domicile           | Équipe à l'extérieur           | Score  |
| ------------ | --------------------------- | ------------------------------ | ------ |
| 26 mars 2022 | Étoile sportive de Radès    | Union sportive monastirienne   | 67-73  |
| 26 mars 2022 | Club africain               | Stade nabeulien                | 60-57  |
| 26 mars 2022 | Ezzahra Sports              | Jeunesse sportive d'El Menzah  | 74-66  |
| 26 mars 2022 | Dalia sportive de Grombalia | Jeunesse sportive kairouanaise | 69-66  |
| 26 mars 2022 | Étoile sportive du Sahel    | Stade sportif sfaxien          | 92-68  |
| 26 mars 2022 | Stade gabésien              | Étoile sportive goulettoise    | 84-101 |
| 26 mars 2022 | Club sportif sfaxien        | Avenir sportif de La Marsa     | 59-69  |
| 26 mars 2022 | Stade sportif de Kasserine  | Union sportive El Ansar        | 0-20   |

## Quarts de finale
Les résultats des quarts de finale sont les suivants :
| Date          | Équipe à domicile           | Équipe à l'extérieur         | Score |
| ------------- | --------------------------- | ---------------------------- | ----- |
| 10 avril 2022 | Étoile sportive du Sahel    | Union sportive monastirienne | 78-98 |
| 10 avril 2022 | Dalia sportive de Grombalia | Club africain                | 72-75 |
| 10 avril 2022 | Étoile sportive goulettoise | Ezzahra Sports               | 68-72 |
| 10 avril 2022 | Avenir sportif de La Marsa  | Union sportive El Ansar      | 61-73 |

## Demi-finales
Les résultats de demi-finales sont les suivants, :
| Date          | Équipe à domicile            | Équipe à l'extérieur    | Score |
| ------------- | ---------------------------- | ----------------------- | ----- |
| 26 avril 2022 | Union sportive monastirienne | Ezzahra Sports          | 74-69 |
| 27 avril 2022 | Club africain                | Union sportive El Ansar | 76-64 |

## Finale

### Match
Le résultat de la finale est le suivant :
| Date        | Lieu  | Équipe à domicile            | Équipe à l'extérieur | Score |
| ----------- | ----- | ---------------------------- | -------------------- | ----- |
| 14 mai 2022 | Radès | Union sportive monastirienne | Club africain        | 96-84 |

### Statistiques[6]
| Union sportive monastirienne | Union sportive monastirienne | Club africain     | Club africain  |
| ---------------------------- | ---------------------------- | ----------------- | -------------- |
| Joueurs                      | Points marqués               | Joueurs           | Points marqués |
| Michael Dixon                | 29,0                         | TJ Washington     | 24,0           |
| Radhouane Slimane            | 18,0                         | Ahmed Addami      | 16,0           |
| Oussama Marnaoui             | 15,0                         | Fares Ochi        | 13,0           |
| Firas Lahyani                | 12,0                         | Brandon Peterson  | 11,0           |
| Mokhtar Ghayaza              | 10,0                         | Mahdi Oueslati    | 6,0            |
| Mohamed Abbassi              | 7,0                          | Aymen Trabelsi    | 5,0            |
| Neji Jaziri                  | 5,0                          | Hichem Zahi       | 3,0            |
| -                            | -                            | Eskander Bhouri   | 2,0            |
| -                            | -                            | Seif Ben Maati    | 2,0            |
| -                            | -                            | Youssef Romadhane | 2,0            |
| Total                        | 96                           | Total             | 84             |

### Autres
- Meilleur joueur de la finale : Radhouane Slimane

## Champion
- Union sportive monastirienne
  - Président : Ahmed Belli
  - Entraîneur : Miodrag Perišić (en)
  - Joueurs : Neji Jaziri, Oussama Marnaoui, Radhouane Slimane, Mohamed Adam Rassil, Firas Lahyani, Mohamed Abbassi, Wassef Methnani, Mokhtar Ghayaza, Michael Dixon, Souleymane Diabate, Houssem Mhamli